# Żupania varażdińska
Żupania varażdińska (chorw. Varaždinska županija) – żupania w północnej Chorwacji ze stolicą w Varaždinie. W 2011 roku liczyła 175 951 mieszkańców.

## Podział administracyjny
Żupania varażdińska jest podzielona na następujące jednostki administracyjne:

- miasto Varaždin
- miasto Ludbreg
- miasto Lepoglava
- miasto Ivanec
- miasto Novi Marof
- miasto Varaždinske Toplice
- gmina Bednja
- gmina Beretinec
- gmina Breznica
- gmina Breznički Hum
- gmina Cestica
- gmina Donja Voća
- gmina Gornji Kneginec
- gmina Jalžabet
- gmina Klenovnik
- gmina Ljubešćica
- gmina Mali Bukovec
- gmina Maruševec
- gmina Petrijanec
- gmina Sračinec
- gmina Sveti Đurđ
- gmina Sveti Ilija
- gmina Trnovec Bartolovečki
- gmina Veliki Bukovec
- gmina Vidovec
- gmina Vinica
- gmina Visoko